# Urbanização

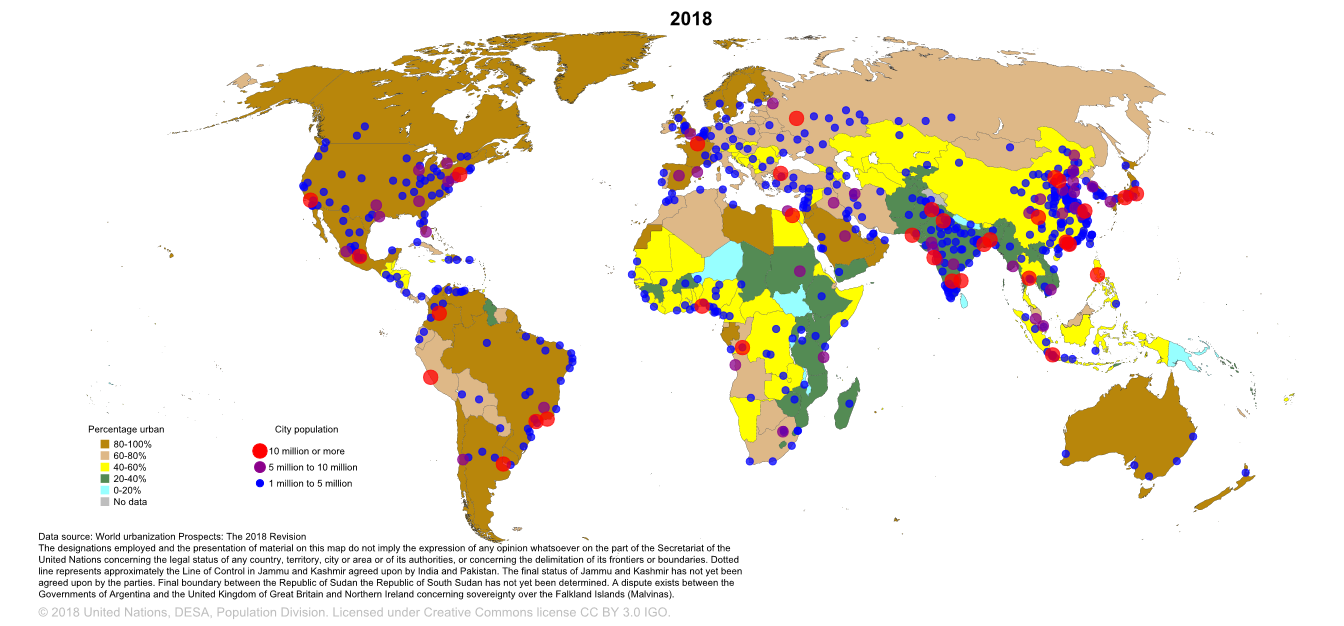
Mapa da urbanização mundial, mostrando a porcentagem de urbanização e os maiores centros populacionais em 2018, com base em estimativas da ONU

Urbanização é o processo de disseminação do urbano. Refere-se à mudança da população das áreas rurais para as urbanas, à diminuição da proporção de pessoas que vivem nas áreas rurais e às formas como as sociedades se adaptam a essa mudança. É predominantemente um processo pelo qual vilas e cidades são formadas e se tornam maiores à medida que mais pessoas começam a viver e trabalhar nas áreas centrais.
Embora facilmente confundidos, urbanização não é sinônimo de crescimento urbano. Enquanto a urbanização se refere à proporção da população nacional total que vive em áreas classificadas como urbanas, o crescimento urbano se refere estritamente ao número absoluto de pessoas que vivem nessas áreas. Prevê-se que até 2050 cerca de 64% do mundo em desenvolvimento e 86% do mundo desenvolvido serão considerados urbanizados. Isso equivale a aproximadamente 3 bilhões de habitantes urbanos em 2050, muitos dos quais fixados na África e na Ásia. A Organização das Nações Unidas estima que quase todo o crescimento populacional mundial de 2017 a 2030 será em cidades, com cerca de 1,1 bilhão de novos habitantes urbanos.
A urbanização é um processo importante para uma série de áreas, incluindo planejamento urbano, geografia, sociologia, arquitetura, economia e saúde pública. Ela está intimamente ligada à modernização, industrialização e ao processo sociológico de racionalização. A urbanização pode ser vista como uma condição específica em um determinado momento ou como um aumento dessa condição ao longo do tempo. Portanto, a urbanização pode ser quantificada em termos do nível de desenvolvimento urbano em relação à população geral ou como a taxa na qual a proporção urbana da população está aumentando. A urbanização cria enormes mudanças sociais, econômicas e ambientais.
A urbanização não é apenas um fenômeno moderno, mas uma transformação rápida e histórica das redes sociais humanas em escala global, por meio da qual a cultura rural está sendo rapidamente substituída pela cultura urbana. A primeira grande mudança nos padrões de assentamento foi o acúmulo de caçadores-coletores nas aldeias, há muitos milhares de anos. A cultura rural é caracterizada por antepassados comuns, relações humanas de contato próximo e comportamento comunitário, enquanto a cultura urbana é caracterizada por antepassados distantes, relações humanas não familiares e comportamento competitivo. Prevê-se que o número de pessoas em ambientes urbanos continuará a crescer, elevando o  tamanho das cidades a patamares impensáveis. Esse crescimento tem mantido a curva de crescimento da população urbana mundial em um padrão quadrático-hiperbólico.

## História
Desde o desenvolvimento das primeiras cidades na civilização do Vale do Indo, na Mesopotâmia e no Egito até o século XVIII, a maioria da população esteve envolvida na agricultura de subsistência em um contexto rural e pequenos centros populacionais nas cidades, onde a atividade econômica consistia principalmente no comércio em mercados e na produção de manufaturas em pequena escala. Devido à relativa estabilidade das técnicas e das ferramentas agrícolas ao longo desse período, a proporção entre a população rural e a urbana permaneceu em um equilíbrio fixo. No entanto, um aumento significativo na porcentagem da população urbana mundial ocorreu pode ser rastreado no primeiro milênio AEC. Outro aumento  visto como significativo foi o surgimento do Império Mugal, onde 15% de sua população vivia em centros urbanos durante os séculos XVI a XVII, mais do que na Europa da época. Em termos de comparação, a porcentagem da população europeia que vivia em cidades era de 8–13% em 1800. A urbanização da população humana acelerou-se rapidamente a partir de meados do século XVIII.

Mapa que ilustra o início e a disseminação dos centros urbanos em todo o mundo

Com o início das revoluções agrícola e industrial britânicas, no final do século XVIII, a estabilidade da população urbana e rural foi quebrada e um crescimento sem precedentes da população urbana ocorreu ao longo do século XIX, tanto por meio da migração contínua do campo para a cidade como devido à expansão demográfica que ocorreu naquela época. Na Inglaterra e no País de Gales, a proporção da população que vivia em cidades com mais de 20 mil habitantes saltou de 17% em 1801 para 54% em 1891. Além disso, e adotando uma definição ampla de urbanização, podemos dizer que enquanto a população urbana na Inglaterra e no País de Gales representava 72% do total populacional em 1891, o mesmo não era observado em outros países. Na França, por exemplo, a taxa era de 37%, na Prússia de 41% e nos Estados Unidos de 28%.
A urbanização se espalhou rapidamente pelo mundo ocidental e, desde a década de 1950, começou a se estabelecer também nos chamados países em desenvolvimento. Na virada do século XX, apenas 15% da população mundial vivia em cidades. Contudo, segundo a ONU, o ano de 2007 foi um momento decisivo, quando mais de 50% da população mundial vivia em cidades. Pela primeira vez na história da humanidade chegou-se a um patamar tão elevado.

## Conceito de cidade
A história da cidade pode ser considerada a história da humanidade. Sempre esteve presente nas obras dos grandes filósofos da Antiguidade. Segundo esses filósofos, qualquer desequilíbrio na estrutura das cidade poderia significar perigo para a unidade e organização da sociedade. Para Ratzel, um dos fundadores da geografia, ela representa uma forma de aglomeração durável. Utilizando-se o critério de Ratzel e incorporando o critério das atividades, podemos definir uma cidade da seguinte forma: é todo aglomerado permanente cujas atividades não se caracterizam como agrícolas. A grande concentração das atividades terciárias públicas e privadas do aglomerado e a forma contínua dos seus espaços edificados são atributos que permitem caracterizar melhor a cidade. De forma muito genérica, pode-se dizer que, nestas condições, a aglomeração é importante por ser organizada para o trabalho coletivo em atividades não agrícolas.
Como espaço edificado, representando uma massa composta de habitações, a cidade cria tipos de serviço que somente as formas de organização política são capazes de administrar. Disso, resulta, ser ela o centro da vida política da sociedade. Sua história confunde-se com a do Estado.
O termo "cidade" tem dois tipos de conceito atualmente:
- segundo o Instituto Brasileiro de Geografia e Estatística, é toda sede de município;
- segundo a Organização das Nações Unidas, é um aglomerado de pelo menos 10 mil habitantes.

Portanto, Cidade é todo aglomerado urbano envolvendo características sociais, econômicas e culturais em um mesmo ambiente. É importante frisar que a cidade é um local de tomada de decisões, é poder. É da cidade que vão sair as ordens que influenciarão todo o território municipal.

## Efeitos econômicos
À medida que as cidades crescem, pode ocorrer um aumento e uma mudança no custo de vida que muitas vezes inviabilizam a manutenção dos trabalhadores locais em suas antigas moradias. Por exemplo, Eric Hobsbawm afirmava que entre 1789 e 1848 o desenvolvimento urbano "foi um gigantesco processo de segregação de classes, que empurrou os novos trabalhadores pobres para grandes pântanos de miséria fora dos centros do governo, dos negócios e das áreas residenciais recém-especializadas da burguesia". Ele aponta também que foi nesse período que se desenvolveu a divisão espacial da cidade comum na Europa em que na extremidade oeste situa-se a parte nobre da cidade e na extremidade leste a parte pobre. A origem dessa separação talvez esteja ligada ao vento sudoeste predominante, que carregava fumaça de carvão e outros poluentes aerotransportados na direção do vento, tornando as bordas ocidentais das cidades preferíveis às orientais.

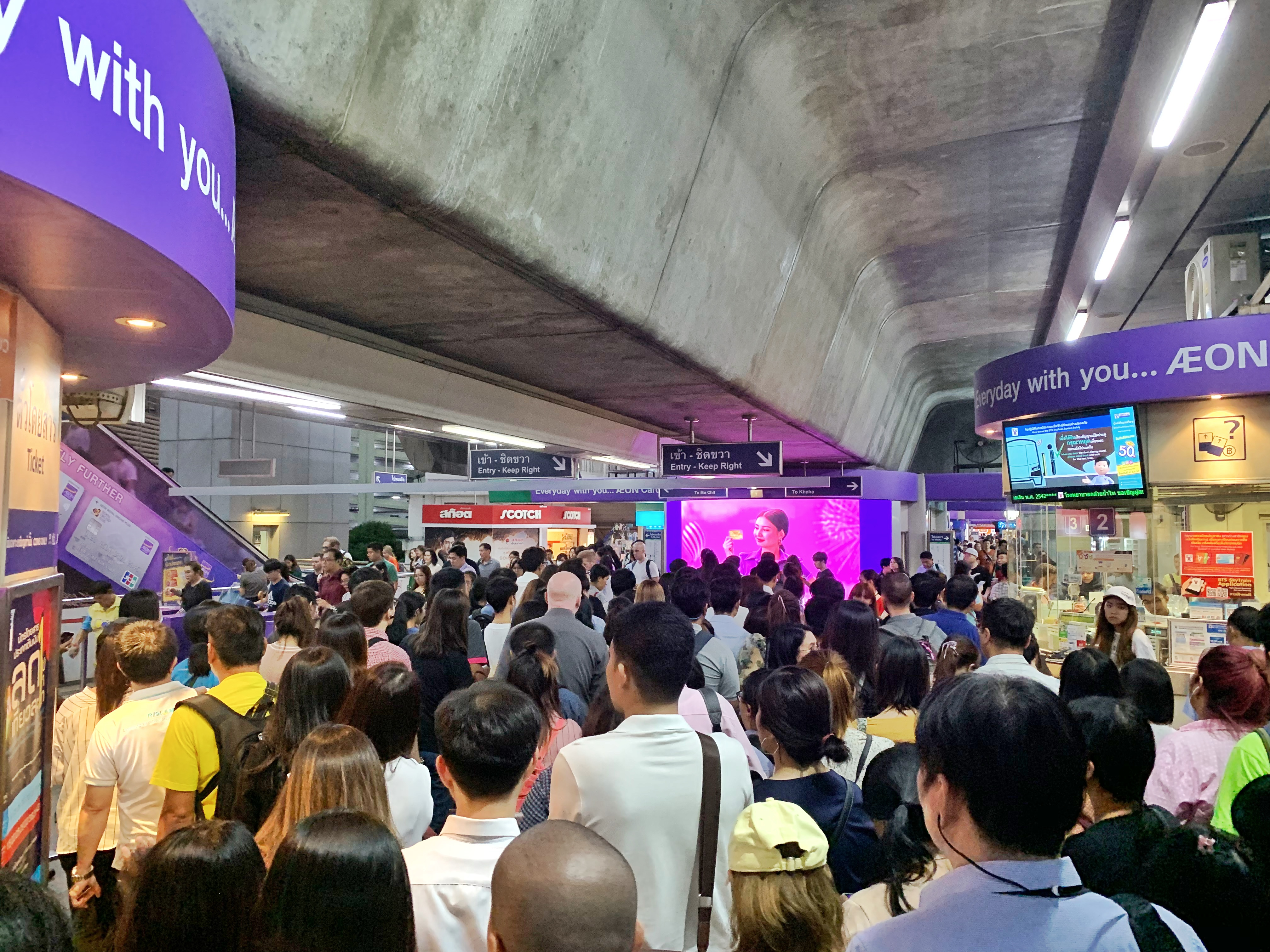
Uma estação BTS lotada durante a hora do rush em Bangkok, Tailândia

Problemas semelhantes afetam os países em  desenvolvimento no século XX e XXI, aumentando a desigualdade social resultante da rápida urbanização. O desejo por um crescimento urbano rápido pode levar a um desenvolvimento urbano menos equitativo. Grupos de discussão, como o Overseas Development Institute, propuseram políticas que incentivam o crescimento urbano a partir da incorporação de mão-de-obra intensiva como forma de absorver o influxo de trabalhadores pouco qualificados e sem qualificação. O crescimento das favelas pode ser visto como derivado do aumento desse perfil de mão-de-obra. Atraídos pelas oportunidades econômicas, trabalhadores com pouca ou nenhuma qualificação migram do espaço rural para o urbano, mas em muitos casos não conseguem encontrar emprego e pagar por moradia nas cidades e precisam morar em favelas.
Os problemas urbanos, junto com o desenvolvimento da infraestrutura, alimentam as tendências de suburbanização nos países em desenvolvimento. Nesse contexto, a urbanização costuma ser vista como negativa, mas há pontos positivos na redução das despesas com transporte e deslocamento, que aumentam as oportunidades de emprego, educacionais, habitacionais e de locomoção.
Em muitos países em desenvolvimento, o crescimento econômico normalmente não é regular e é baseado em um pequeno número de negócios. Para os jovens desses países, a falta de acesso a serviços financeiros e de assessoria empresarial, a dificuldade de obtenção de crédito para abrir um negócio e a falta de habilidades empreendedoras são barreiras para que tenham acesso a oportunidades nesses setores. O investimento em capital humano para que os jovens tenham acesso a uma educação de qualidade e infraestrutura que possibilite o acesso a instalações educacionais é fundamental para superar as barreiras econômicas.

## Impacto ambiental
A urbanização pode melhorar a relação do homem com o meio ambiente. Por exemplo, a urbanização aumenta a capacidade aquisitiva, que estimula o setor de serviços ecológicos e aumenta a demanda por produtos verdes e ecologicamente corretos. Além disso, a urbanização melhora a qualidade ambiental por meio de infraestrutura superior e padrões de vida de melhor qualidade nas áreas urbanas em comparação com as áreas rurais. Por último, a urbanização reduz as emissões de poluição, aumentando a P&D e as inovações. Em seu livro Whole Earth Discipline, Stewart Brand argumenta que os efeitos da urbanização são principalmente positivos para o meio ambiente. Primeiro, a taxa de natalidade de novos moradores urbanos cai imediatamente para a taxa de reposição e continua caindo, reduzindo os estresses ambientais causados pelo crescimento populacional. Em segundo lugar, a emigração das áreas rurais reduz as técnicas destrutivas da agricultura de subsistência, como a da queima dos restos da plantação, implementada de forma inadequada. Além de Brand, Alex Steffen também fala dos benefícios ambientais no aumento dos níveis de urbanização em Carbon Zero: Imagining Cities that can save the planet.
No entanto, a infraestrutura existente e as práticas de planejamento urbano das cidades não são sustentáveis. Em julho de 2013 um relatório do Departamento de Assuntos Econômicos e Sociais das Nações Unidas alertava que com 2,4 bilhões de pessoas a mais até 2050, a quantidade de alimentos produzidos terá que aumentar em 70%, esgotando os recursos alimentares especialmente em países que já enfrentam insegurança alimentar devido às mudanças nas condições climáticas. A combinação das mudanças ambientais com o crescimento da população urbana, de acordo com especialistas da ONU, vai sobrecarregar os sistemas de saneamento básico e saúde, e potencialmente causar um desastre humanitário e ambiental.

### Ilhas de calor urbanas
A existência de ilhas de calor tornou-se uma preocupação crescente ao longo dos anos. Uma ilha de calor urbana é formada quando as áreas industriais e urbanas produzem e retêm calor. Grande parte da energia solar que chega às áreas rurais é consumida pela evaporação da água da vegetação e do solo. Nas cidades, onde há menos vegetação e solo exposto, a maior parte da energia solar é absorvida por edifícios e pelo asfalto, levando ao aumento das temperaturas de superfície. Veículos, fábricas e unidades de aquecimento e resfriamento industriais e domésticas liberam ainda mais calor. Como resultado, as cidades costumam ser de 1 a 3 ° C mais quentes do que os ambientes que a circundam. Os impactos também incluem a redução da umidade do solo e a redução na reabsorção das emissões de dióxido de carbono.

### Qualidade da água

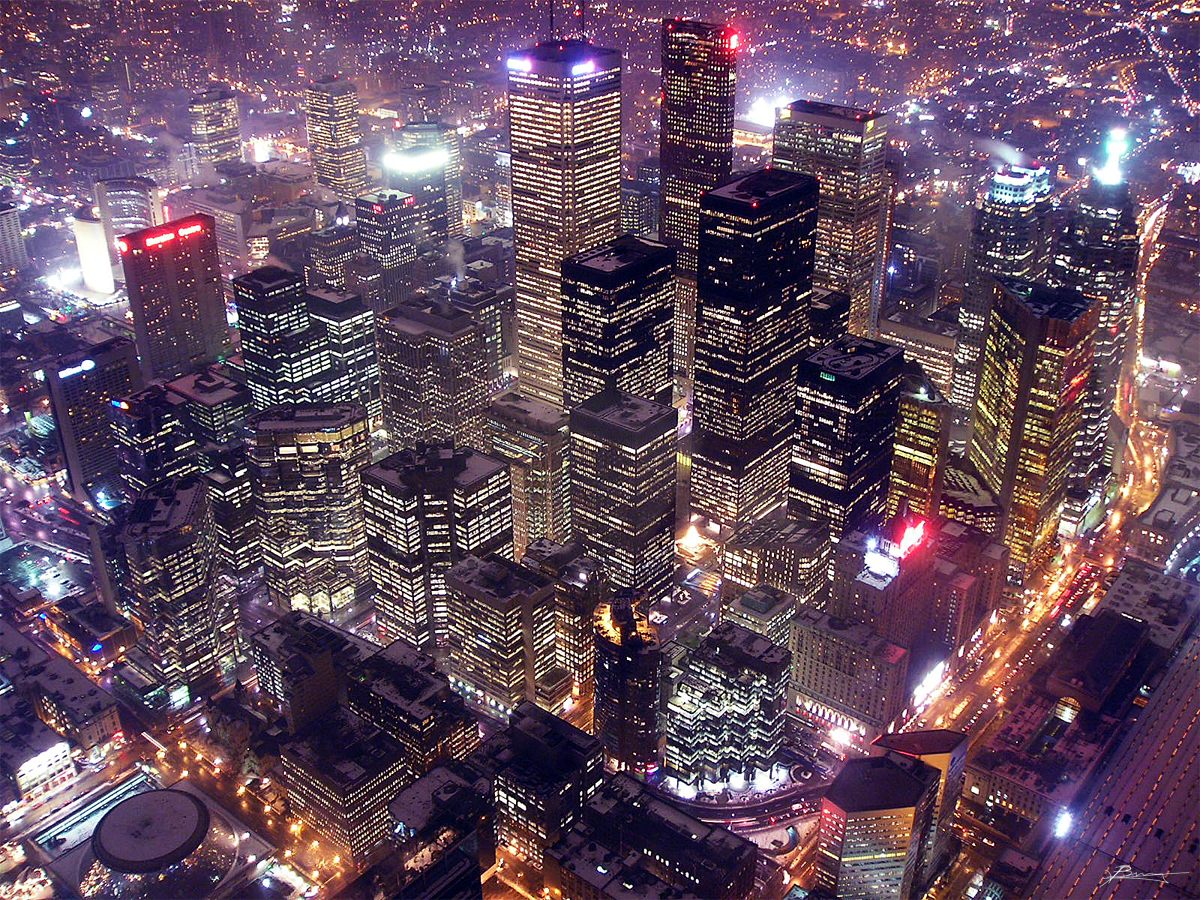
Toronto, no Canadá: exemplo de uma região que passou por um intenso processo de urbanização nos últimos séculos

A ocorrência de eutrofização em corpos de água é outro efeito que grandes populações urbanas exercem sobre o meio ambiente. Quando a chuva ocorre nessas grandes cidades, ela leva os poluentes como o CO 2 e outros gases de efeito estufa do ar para o solo. Em seguida, esses compostos químicos são levados diretamente para os rios, riachos e oceanos, causando piora na qualidade da água e prejudicando os ecossistemas marinhos.
A eutrofização é um processo que causa condições hipóxicas na água e a proliferação de algas que podem ser prejudiciais à sobrevivência da vida aquática. A proliferação de algas nocivas, que produzem toxinas perigosas, acontece em ambientes eutróficos, que são ricos em nitrogênio e fósforo. Nessas situações, as algas ficam na superfície da água, dificultando o recebimento de luz solar e nutrientes por outros organismos. O crescimento excessivo de algas causa diminuição na qualidade geral da água e perturba o equilíbrio natural dos ecossistemas aquáticos. Além disso, quando as algas morrem, dióxido de carbono é liberado, causando um ambiente mais ácido, processo conhecido como acidificação.
A superfície do oceano consegue absorver CO 2 da atmosfera terrestre. Estima-se que o oceano absorva um quarto do CO 2 produzido pelos humanos. Essa capacidade tem sido importante para o meio ambiente, diminuindo os efeitos nocivos dos gases de efeito estufa, mas também perpetua a acidificação. Mudanças no pH inibem a formação adequada de carbonato de cálcio, um componente crucial para muitos organismos marinhos manterem conchas ou esqueletos. Isso é especialmente verdade para muitas espécies de moluscos e corais. Independentemente disso, algumas espécies marinhas foram capazes de se adaptar ou prosperar em um ambiente mais ácido.

### Desperdício de comida
O rápido crescimento das cidades cria novos desafios, sendo um deles o aumento do desperdício de alimentos também conhecido como desperdício de alimentos urbano. Resíduos de alimentos são o descarte de produtos alimentícios que não foram utilizados, pois venceram ou deterioraram-se. O aumento do desperdício de alimentos pode agravar as preocupações ambientais, com o aumento da produção de gás metano e a atração de vetores de doenças. Os aterros sanitários são a terceira principal causa de liberação de metano, causando uma preocupação quanto ao seu impacto na camada de ozônio e na saúde das pessoas. O acúmulo de resíduos alimentares causa aumento da fermentação, o que pode atrair roedores e insetos. Por outro lado, o aumento na migração de vetores de doenças cria um maior potencial de propagação de doenças aos seres humanos.

### Fragmentação de habitat
A urbanização pode ter um grande efeito sobre a biodiversidade, causando uma divisão de habitats e, portanto, alienação de espécies, um processo conhecido como fragmentação de habitat. A fragmentação do habitat não destrói o habitat, como visto na perda de habitat, mas sim o divide com a inserção de estradas, linhas ferroviárias, etc. Essa mudança pode afetar a capacidade de uma espécie de sobreviver, pois separa-a do ambiente no qual ela consegue acessar facilmente alimentos e encontrar áreas onde possam se esconder de predadores.
Dependendo do nível de urbanização, pode ocorrer um aumento ou diminuição da riqueza de espécies. Isso significa que a urbanização pode ser prejudicial para uma espécie, mas também pode contribuir para o crescimento de outras. Em casos de loteamentos e edificações, muitas vezes a vegetação é totalmente removida, a fim de tornar mais fácil e menos onerosa a construção, obliterando quaisquer espécies nativas daquela área. A fragmentação de habitat pode contribuir para que apenas espécies com capacidade de dispersão limitada consigam sobreviver. Por exemplo, insetos aquáticos apresentam menor riqueza de espécies em paisagens urbanas. Quanto mais urbanizado for o entorno do habitat, menos espécies podem chegar ao habitat. Outras vezes, a urbanização pode facilitar o aumento da riqueza de espécies, quando os organismos são capazes de se adaptar ao novo ambiente. Isso pode ser visto em espécies que conseguem encontrar alimento em paisagens urbanas, como os pássaros nas árvores plantadas em áreas da cidade.

## Efeitos sociais e na saúde
Nos países em desenvolvimento, a urbanização não se traduz em um aumento significativo na expectativa de vida. Pelo contrário, a rápida urbanização costuma contribuir para ao aumento da mortalidade por doenças não transmissíveis associadas ao estilo de vida, incluindo câncer e doenças cardiovasculares . As diferenças na mortalidade por doenças contagiosas variam de acordo com cada doença e local.
Em média, os níveis de saúde da população urbana são melhores em comparação com as das áreas rurais. No entanto, os residentes em áreas urbanas pobres, como favelas e assentamentos informais, sofrem "desproporcionalmente com doenças, lesões, morte prematura e a combinação de problemas de saúde e daqueles vindo da pobreza consolidam a desvantagem ao longo do tempo".
Embora a urbanização esteja associada a melhorias na saúde pública, no saneamento e no acesso à assistência médica, ela também acarreta mudanças nos padrões ocupacionais, alimentares e de exercícios. Com isso, ela pode ter efeitos mistos sobre os padrões de saúde, aliviando alguns problemas e acentuando outros.

### Nutrição
Um dos efeitos negativos na saúde derivados da urbanização é a formação de desertos alimentares. Quase 23,5 milhões de pessoas nos Estados Unidos não têm acesso a supermercados a menos de um 1,5 km de suas casas. Vários estudos sugerem que longas distâncias até um supermercado estão associadas a taxas mais altas de obesidade e outras disparidades em matéria de saúde.

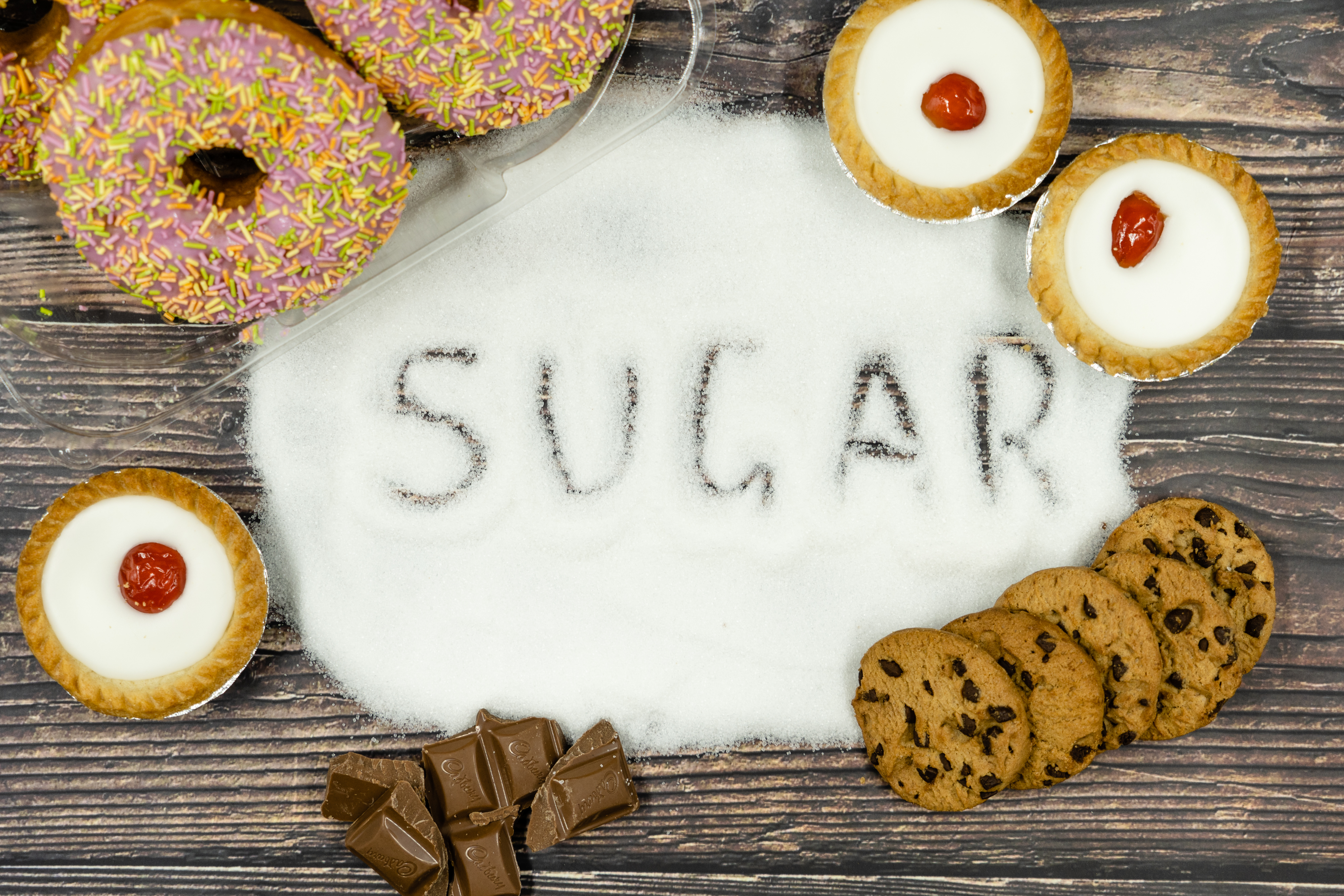
Comidas processadas possuem alto índice de açúcar

Os desertos alimentares em países desenvolvidos geralmente correspondem a áreas com alta densidade de fast food e lojas de conveniência que oferecem pouca ou nenhuma comida fresca. Esses dois tipos de estabelecimento também estão muito presentes nos pântanos alimentares, espaços urbanos com "área de 4 km², onde 90% dos comércios oferecem comida barata e calórica". A urbanização tem se mostrado associada ao consumo de menos frutas frescas, vegetais e grãos inteiros e ao maior consumo de alimentos processados e bebidas açucaradas. O acesso precário a alimentos saudáveis e o alto consumo de gordura, açúcar e sal estão associados a um maior risco de obesidade, diabetes e doenças crônicas relacionadas. De forma geral, o índice de massa corporal e os níveis de colesterol aumentam consideravelmente quanto maior for a riqueza nacional e o grau de urbanização.
Os desertos alimentares nos Estados Unidos são mais comumente encontrados em bairros de baixa renda e naqueles com predomínio de afro-americanos. Um estudo sobre desertos alimentares em Denver, Colorado, descobriu que, além das minorias, os bairros afetados também tinham uma alta proporção de crianças e alta taxa de natalidade. Em crianças, a urbanização está associada a um risco menor de desnutrição, mas a um risco maior de excesso de peso.
Em países em desenvolvimento, como o Brasil, nota-se uma dificuldade em conseguir alimentos frescos  em regiões periféricas das cidades. Nas áreas com um índice socioeconômico mais baixo existe uma oferta muito maior de alimentos ultraprocessados e menor de alimentos saudáveis, como frutas e legumes. A dificuldade de acesso a produtos com qualidade alimentar tem mudado o padrão de dieta das pessoas e levado ao aumento de consumo de produtos prontos para o consumo, inclusive entre crianças. Em 2011, o Instituto Brasileiro de Geografia e Estatística (IBGE) divulgou a Análise do Consumo Alimentar Pessoal no Brasil, baseada na Pesquisa de Orçamentos Familiares, feita em 2009, onde apontava que as zonas urbanas consomem mais alimentos processados do que as zonas rurais.

### Asma
A urbanização também foi associada ao aumento do risco de asma na população. Em todo o mundo, à medida que as comunidades passam de sociedades rurais para urbanas, o número de pessoas afetadas pela asma aumenta. Cidades brasileiras com aumento da população urbana possuem menor probabilidade de reduzir a taxa de hospitalização e morte por asma em pessoas entre 5 e 39 anos de idade. Esse dado indica que a urbanização pode ter um impacto negativo na saúde da população afetando principalmente a susceptibilidade das pessoas à asma.
Em países de baixa e média renda, muitos fatores contribuem para o alto número de pessoas com asma. As pessoas que vivem em cidades em crescimento em países de baixa renda experimentam alta exposição à poluição do ar, o que aumenta a prevalência e a gravidade da asma entre elas. Algumas pesquisas indicam que há relação entre a exposição à poluição do ar e ao tráfego de veículos com o desenvolvimento de doenças alérgicas. As crianças que vivem em áreas urbanas pobres nos Estados Unidos, por exemplo, têm maior risco de morbidade devido à asma em comparação com crianças de baixa renda que vivem em áreas rurais. Além disso, crianças com crupe que vivem em áreas urbanas apresentam taxas de risco mais altas de asma do as que vivem em áreas rurais. Os pesquisadores sugerem que essa diferença nas taxas de risco se deve aos níveis mais elevados de poluição do ar e exposição a alérgenos ambientais encontrados em áreas urbanas.
A grande exposição a ambientes com poluentes no ar, como dióxido de nitrogênio (NO 2 ), monóxido de carbono (CO) e partículas com diâmetro inferior a 2,5 micrômetros (PM 2,5 ), pode causar metilação de DNA de sítios CpG em células do sistema imunológico, o que aumenta o risco de crianças desenvolverem asma. Estudos têm mostrado uma correlação positiva entre a metilação do Foxp3 e a exposição das crianças a NO 2, CO e PM 2,5 . Além disso, qualquer quantidade de exposição a altos níveis de poluição do ar mostrou efeitos de longo prazo na região do Foxp3.
Apesar do maior acesso aos serviços de saúde que geralmente acompanha a urbanização, o aumento da densidade populacional afeta negativamente a qualidade do ar. Isso acaba diminuindo o valor positivo dos recursos de saúde, à medida que mais crianças e jovens desenvolvem asma devido às altas taxas de poluição. No entanto, o planejamento urbano, assim como o controle das emissões de gases poluentes, podem diminuir os efeitos da poluição do ar relacionada ao tráfego de veículos sobre as doenças alérgicas, como a asma.

### Criminalidade
Pesquisas indicam que há aumento da criminalidade nas áreas urbanizadas. Alguns fatores incluem renda per capita, desigualdade de renda e tamanho geral da população. Há também uma associação menor entre taxa de desemprego, gastos com polícia e crime. A presença do crime também tem a capacidade de produzir mais crimes. Essas áreas têm menos coesão social e, portanto, menos controle social. Isso é evidente nas regiões geográficas em que o crime ocorre. Como a maioria dos crimes tende a se concentrar nos centros das cidades, quanto maior a distância em relação a ele, menor é a ocorrência de crimes.
A migração também é um fator que pode aumentar a criminalidade em áreas urbanizadas. Pessoas de uma área são deslocadas e forçadas a se mudar para uma sociedade urbanizada. Aqui eles estão em um novo ambiente com novas normas e valores sociais. Isso pode levar a menos coesão social e mais crime.

### Atividade física
Embora a urbanização tenda a produzir mais efeitos negativos, um de seus efeitos positivos é o aumento da atividade física em comparação com as áreas rurais. Residentes de áreas rurais e de comunidades norte-americanas apresentam taxas mais altas de obesidade e praticam menos atividades físicas do que os residentes urbanos. Os residentes rurais consomem uma porcentagem maior de calorias de gordura e são menos propensos a cumprir as diretrizes para atividade física e mais propensos a serem sedentários. Em comparação com as demais regiões dos Estados Unidos, o oeste tem a menor prevalência de inatividade física e o sul tem a maior prevalência de inatividade física. As áreas metropolitanas e grandes áreas urbanas em todas as regiões norte-americanas têm a maior taxa de pessoas que realizam exercícios físicos.

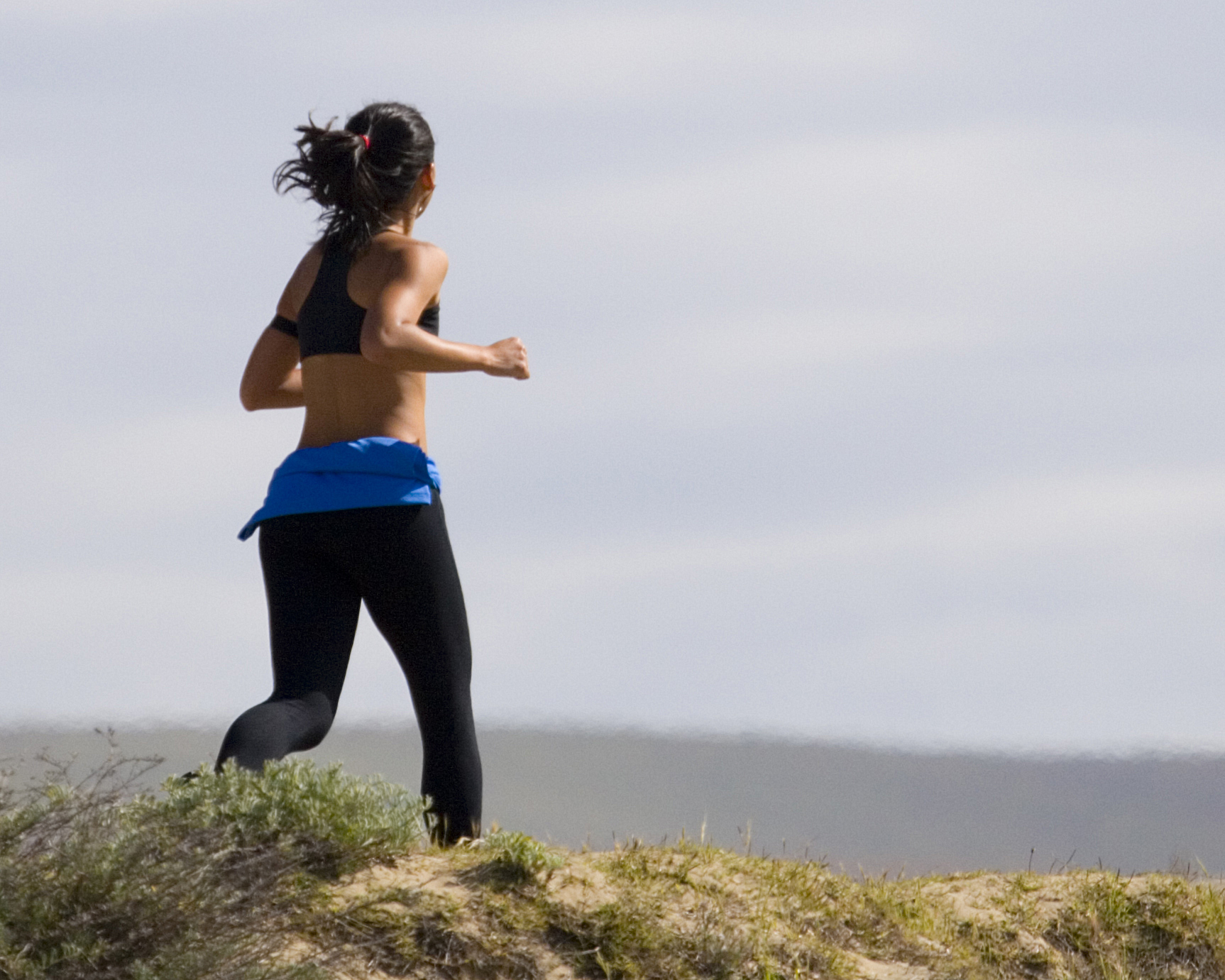
Mulher correndo próximo de um centro urbano

Barreiras como o isolamento geográfico, estradas movimentadas e inseguras e estigmas sociais levam à diminuição da atividade física em ambientes rurais. Limites de velocidade mais altos em estradas rurais inviabilizam a possibilidade de ter ciclovias, calçadas, trilhas e acostamentos ao longo das estradas. A menor quantidade de espaços abertos, como parques e trilhas, em áreas rurais sugerem que existe menos oportunidade para exercícios como a caminhada nessas áreas em comparação com urbanas. Muitos residentes em áreas rurais precisam viajar longas distâncias para utilizar os equipamentos de exercícios, ocupando muito tempo durante o dia e impedindo-os de usar as instalações recreativas para praticar atividades físicas. Além disso, os residentes de comunidades rurais estão viajando mais para trabalhar, diminuindo a quantidade de tempo que pode ser gasta em atividades físicas de lazer.
Bairros e comunidades com locais de ginástica próximos, uma característica comum da urbanização, têm residentes que participam de mais atividades físicas. Comunidades com calçadas, iluminação e semáforos têm pessoas participando de mais atividades físicas do que comunidades sem esses recursos. Ter uma variedade de destinos próximos de onde as pessoas moram aumenta o uso de meios de transporte ativos, como caminhadas e ciclismo. O transporte ativo também é aprimorado em comunidades urbanas, onde há fácil acesso ao transporte público por meio de caminhada ou pedal até as paradas de transporte.
Em um estudo comparando diferentes regiões dos Estados Unidos, foi unânime que características ambientais como acesso a calçadas, estradas seguras, instalações recreativas e paisagens agradáveis estão positivamente associadas à participação em atividades físicas de lazer Perceber que há recursos próximos para atividades físicas aumenta a probabilidade de que os residentes de todas as comunidades atendam às diretrizes e recomendações adequadas para atividades físicas . A segurança dos espaços exteriores e a disponibilidade de equipamentos recreativos adequados são as questões mais importantes para os residentes em áreas rurais na tomada de decisão sobre o aumento da atividade física.

### Saúde mental
Os fatores de urbanização associados à saúde mental podem ser divididos entre aqueles que afetam o indivíduo e aqueles que afetam um grupo social mais amplo. No nível macro do grupo social, acredita-se que as mudanças relacionadas à urbanização contribuam para a desintegração e desorganização social. Esses fatores macro contribuem para as disparidades sociais que afetam os indivíduos, criando uma percepção de insegurança. Essa percepção pode derivar de problemas com o ambiente físico, como questões de segurança pessoal, ou problemas com o ambiente social, como a perda de autoconfiança por causa de eventos negativos. O aumento do estresse é uma consequência psicológica individual comum que acompanha a urbanização e pondera-se que seja devido à percepção de insegurança. Acredita-se que as mudanças na organização social, uma consequência da urbanização, levem à redução do apoio social, ao aumento da violência e da densidade urbana. Acredita-se que esses fatores contribuam para o aumento do estresse.

## Diferenças

### Suburbanização
Quando a área residencial se desloca para fora do centro da cidade, isso é chamado de suburbanização. Vários pesquisadores sugerem que a suburbanização foi capaz de formar novos pontos de concentração urbana fora do centro da cidade, tanto em países desenvolvidos quanto em desenvolvimento. Essa forma de concentração policêntrica em rede é considerada um padrão emergente de urbanização. Ela é chamada de edge city por Joel Garreau, de cidade-rede por David Batten, de cidade pós-moderna por Michael Dear, 2000. Também pode-se referir a esse novo tipo de organização urbana como exurb, embora seja mais comum que ele refira-se a uma área menos densa que os subúrbios.

### Urbanização planejada
À medida que a população continua a crescer e se urbanizar a taxas sem precedentes, um novo urbanismo e técnicas de crescimento inteligente foram implementados para criar uma transição para o desenvolvimento de cidades ambientalmente, economicamente e socialmente sustentáveis. Os princípios do Smart Growth e New Urbanism incluem transitabilidade, desenvolvimento de uso misto, design confortável de alta densidade, conservação da terra, igualdade social e diversidade econômica. Comunidades de uso misto trabalham para combater a gentrificação com moradias a preços acessíveis para promover a igualdade social, para diminuir a dependência do automóvel no intuito de reduzir o uso de combustíveis fósseis e para promover uma economia local. Comunidades que podem ser percorridas a pé têm um PIB per capita 38% maior do que as áreas metropolitanas. Ao combinar a sustentabilidade econômica, ambiental e social, as cidades se poderiam se tornar equitativas, resilientes e mais atraentes do que a expansão urbana que usa excessivamente a terra, promove o uso de automóveis e segregam a população economicamente.

## Países
Algumas das cidades que existem atualmente no mundo chegam a ter 3 mil anos ou mais de idade, como Roma, Atenas e algumas cidades do Egito, Oriente Médio, Turquia, China e Índia.

### Europa

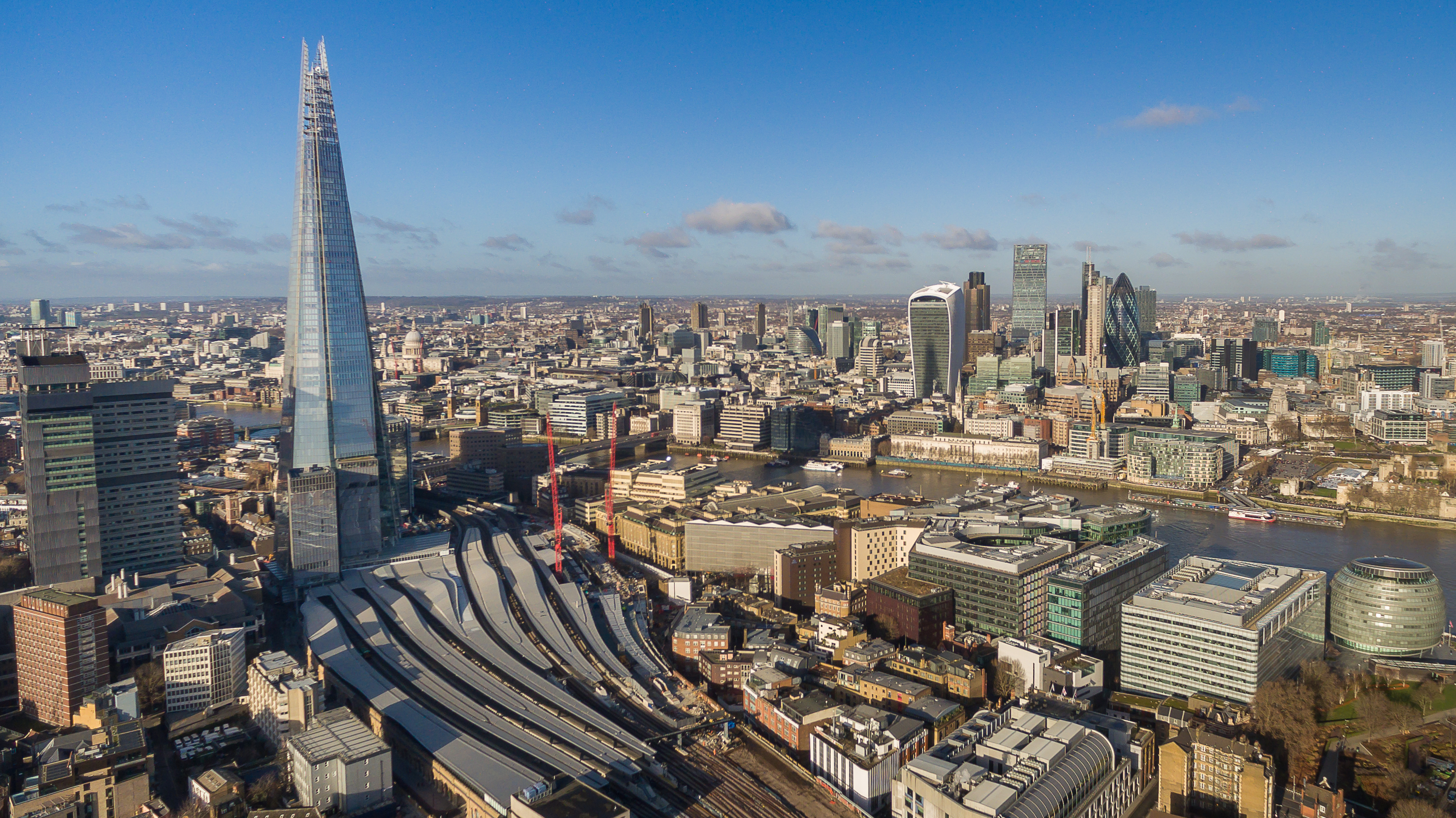
Vista da cidade de Londres, no Reino Unido.

Em termos de Europa, a urbanização pode ser dividida nos seguintes períodos:
1. Antiguidade
2. A alta Idade Média e a retração urbana: século III d.C- X d.C
3. O renascimento urbano da Idade Média central dos séculos XI, XII e XIII
4. As cidades no Renascimento: séculos XIV e XV
5. As cidades na Idade Moderna: séculos XVI a XVIII
6. As cidades nos séculos XIX e XX

Por volta do século III, o Império Romano, que já havia tido seu período de glória, passou a se esfacelar tanto no ocidente (Gália, Ibéria, Itália, Bretanha, Germânia e África) como no oriente (Egito, Dácia, Trácia, Grécia, Macedônia, Palestina, Síria e Bizâncio). Porém, na parte ocidental, os impactos foram maiores.
A economia romana de base sobretudo rural-latifundiária-escravista em grandes propriedades rurais no ocidente, tendendo quase para a monocultura, chegou ao seu limite de contradições explícitas por volta já de meados do século III, com:
- decadência do sistema escravista com o fim das conquistas territoriais;
- queda do número de escravos e o aumento de custo deles e dos custos produtos por eles gerados, gerando inflação e crise monetária e alimentícia;
- abandono de cidades e aldeias no ocidente a partir dos séculos II ou III, mas mais intenso no século IV e V;
- fechamento das estradas que ligavam as principais cidades, por estarem abandonadas;
- queda do rendimento econômico total no império gerado pela escravidão a partir da Pax Romana no século I;
- crises de abastecimento de alimentos em todo o império e a capital a partir do século II;
- processo de "naturalização" da economia com o colonato ou ruralização, pelos quais um colono romano recebia, do proprietário de terras: liberdade semisservil; um pedaço de terra para cultivar; proteção; e parte da produção. Em troca, fornecia pagamentos. Esse processo acabaria redundando no sistema feudal.

No ocidente, as cidades criadas em estilo romano, como Marselha, Londres, Paris, Bruges, Colônia, Dresden, Nápoles e Roma foram inteiramente abandonadas, assim como várias aldeias e cidades médias entraram em retração econômica e demográfica. A taxa de urbanização e o tamanho das maiores cidades no ocidente atingiu seu ponto mais baixo por volta do ano 1000.
Enquanto, no ano de 120, a população na cidade de Roma era de aproximadamente 1,7 milhões, a maior do mundo e do ocidente, em 650 e no ano 1000 chegou a apenas 20 000 pessoas e, entre o fim do século VII e início do XI, ainda menos.
As cidades na Europa Ocidental, durante a Alta Idade Média, com a formação e consolidação do cristianismo no ocidente como religião oficial, a crise do império romano nos séculos III, IV e V e a formação da Igreja Católica como corpo político do cristianismo, tendem a partir já dos séculos VI e VII a ser sedes monásticas ou cidades monásticas com igrejas e monastérios, uma elite extramundana de monges e entesouramento de obras da Antiguidade Clássica, relíquias e dinheiro.
Mesmo assim, há exceções nesse período: com a invasão árabe na Península Ibérica, a Ibéria passa a ser a região mais rica, urbanizada e intelectualizada do ocidente nos séculos VIII, IX e X, com cidades como Toledo, Coimbra, Granada e Medina del Campo.
Milão e Ravena passam a ser importantes centros urbanos nos séculos IV e V e Ravena passa a ser a capital do império no século V. O conceito de cidades nesse período ou é de um centro de retirada para monges (monastérios) ou de um lugar de pessoas "mundanas", como judeus, banqueiros e mercadores.

### América
Diferentemente da colonização portuguesa na América, os espanhóis encontraram culturas altamente urbanizadas. Os astecas no México, os maias na Guatemala e os incas no Peru apresentaram, ao colonizador espanhol, não somente paisagens de grandes monumentos arquitetônicos, com templos e estatuárias, mas também uma elevada concentração populacional em cidades com milhares de habitantes.
Característica expressiva da urbanização que marcou a colonização espanhola na América, o traçado em linhas retas das ruas e praças pode ser considerado como uma imposição do plano regular das cidades. Nele, não se percebe nenhuma liberdade de adaptação desse traçado das ruas à sinuosidade do relevo, como também não se verifica nenhuma valorização simbólica dos lugares, a exemplo das cidades gregas e da região do Lácio, que valorizavam os sítios em acrópole. A cidade em formato de tabuleiro de xadrez foi a expressão da necessidade de dominar o território conquistado.

#### Brasil

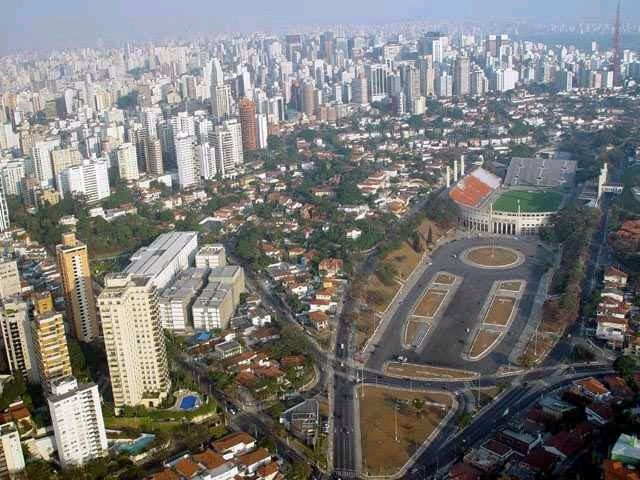
A cidade de São Paulo: a política de zoneamento e planejamento da cidade permitiu a formação de áreas verticalizadas e horizontais lado a lado.

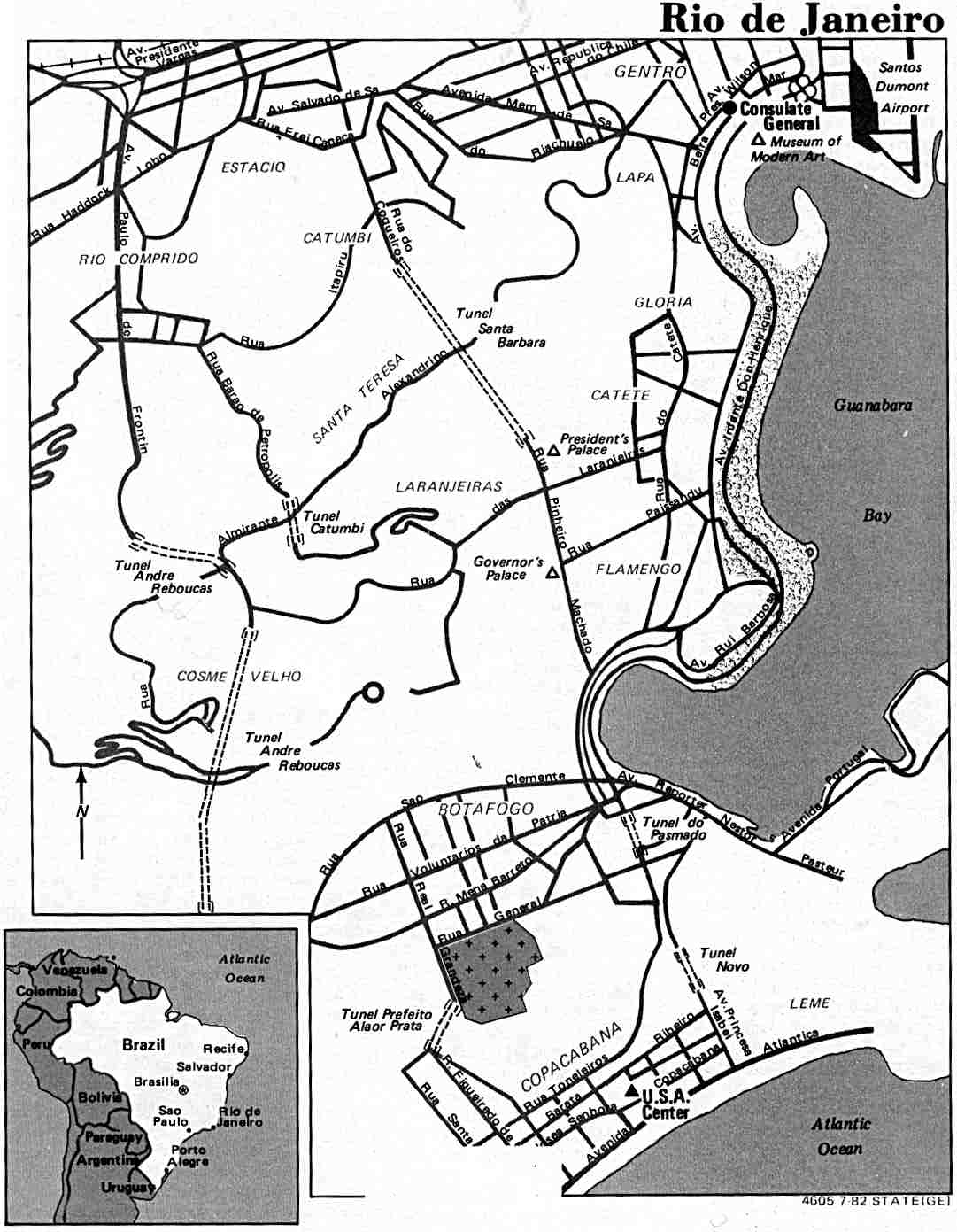
Planta com o traçado urbanístico de parte da cidade do Rio de Janeiro, na década de 1970.

O grande domínio da colonização portuguesa na América, as culturas encontradas no seu território caracterizavam-se por um estágio de desenvolvimento bastante diferente das culturas pré-colombianas da América Espanhola, sem assentamentos humanos permanentes, com os indígenas vivendo organizados em aldeamentos temporários: os índios permaneciam num determinado local até que recursos naturais do local em termos de caça, pesca e terrenos agricultáveis se tornassem escassos. Quando isso acontecia depois de alguns anos, a aldeia era mudada para um novo local, e o ciclo recomeçava. Foi só no século XVI, com o início da colonização portuguesa, que surgiram os primeiros assentamentos humanos permanentes, como São Vicente (1532) e Olinda (1537).
Nos primórdios da ocupação portuguesa, sua economia, baseada na produção agrícola, era orientada para a exportação, daí as planícies e os terraços litorâneos terem sido escolhidos para a implantação dos primeiros núcleos urbanos. Os sítios escolhidos eram os localizados próximos a baías ou enseadas junto dessas planícies. As primeiras grandes cidades brasileiras estiveram intrinsecamente ligadas à função de porto comercial e à função militar. As condições de tais sítios favoreciam não somente a ligação com as áreas de produção agrícola como também o estabelecimento seguro de bases militares para garantir a posse da colônia. Exceções foram as cidades de São Paulo, nesse período, de Curitiba, no século XVII, e as cidades da mineração do século XVIII, que deslocaram o eixo da ocupação de origem portuguesa para o interior do território, como Ouro Preto em Minas Gerais e Goiás Velho em Goiás.
Enquanto as ordens espanholas mandavam evitar fundações de cidades em zonas litorâneas, as portuguesas proibiam que se fundassem cidades no interior sem permissão real, assim como qualquer penetração para o interior do território deveria ser expressamente autorizada pelo rei de Portugal.
Somente com a crise da agricultura em fins do século XVII e do XVIII, quando a mineração do ouro e da prata se expandiu, é que as ordenanças portuguesas se afrouxaram e foram fundadas cidades no interior do território brasileiro, como Vila Boa, hoje cidade de Goiás, no século XVIII, pelo bandeirante Bartolomeu Bueno da Silva; Vila Rica, hoje Ouro Preto, em Minas Gerais, fundada em 1811; Cuiabá, em Mato Grosso, fundada em 1719; Campinas, em São Paulo, elevada à condição de vila em 1797, também dentro do período do bandeirismo e da mineração do ouro.
Apesar de o século XVIII ter presenciado um grande avanço na fundação de vilas e cidades no interior do território brasileiro, esse processo se fez de forma muito descontínua, motivado tanto pela dependência do povoamento em relação às oscilações do mercado externo como também pelo esgotamento dos recursos ou pela concorrência de um produto com outro (caso da cana-de-açúcar, da mineração e do café).
Foi um fenômeno constante a descontinuidade no crescimento das cidades do período colonial e mesmo durante o Império. Os recursos naturais, à medida que se esgotavam, levavam à estagnação desses centros. As grandes cidades mais bem localizadas sempre tiveram seu crescimento de forma mais contínua, principalmente as portuárias. Estas podiam beneficiar-se de sua posição geográfica como centro de exportação de vários pequenos centros regionais, em que a estagnação de um era compensada pelo dinamismo de outro, e assim o grande centro conseguia, sempre, manter sua função exportadora. A cidade do Rio de Janeiro beneficiou-se da exportação de ouro e, quando este declinou, substituiu-o pela exportação do café, que emergiu logo em seguida como o grande produto brasileiro.
Com a retomada do dinamismo do setor agrário da economia brasileira, no início do século XIX, as antigas cidades litorâneas retomaram seu ritmo de crescimento. A cana-de-açúcar, no Nordeste, permitiu que cidades como Salvador e Recife voltassem a crescer, garantindo-lhes o segundo e o terceiro lugares quanto ao número de habitantes entre as cidades brasileiras. O primeiro lugar passou para o Rio de Janeiro.
A transferência da Corte portuguesa, para essa cidade, em 1808, não somente lhe permitiu o crescimento demográfico como também lhe garantiu uma transformação urbanística que a colocou muito próxima das cidades europeias. Com a implantação da Corte, a criação da Academia Imperial de Belas Artes e a presença da Missão Cultural Francesa, o Brasil começou a viver momentos de transformação no perfil arquitetônico de suas principais cidades. Os edifícios públicos e a residência da Corte passaram a ser construídos segundo os modelos arquitetônicos neoclássicos, isto é, segundo os padrões europeus.
As principais cidades brasileiras, a partir da segunda metade do século XIX, passaram a receber uma enorme quantidade de melhorias técnicas, desde a implantação de sistema hidráulico, de iluminação, de transporte coletivos com tração animal e redes de esgoto até planos urbanísticos de logradouros públicos, praças e vias arborizadas.
Assim, o processo de urbanização no Brasil teve início no século XX, a partir do processo de industrialização, que funcionou como um dos principais fatores para o deslocamento da população da área rural em direção à área urbana. Esse deslocamento, também chamado de êxodo rural, provocou a mudança de um modelo agrário-exportador para um modelo urbano-industrial. Atualmente, mais de 80% da população brasileira vive em áreas urbanas, o que equivale aos níveis de urbanização dos países desenvolvidos.
Até o ano de 1950, o Brasil era um país de população predominantemente rural. As principais atividades econômicas estavam associadas à exportação de produtos agrícolas, dentre eles o café. A partir do início do processo industrial, em 1930, começaram a se criar, no país, condições específicas para o aumento do êxodo rural. Além da industrialização, também estiveram associados, a esse deslocamento campo-cidade, dois outros fatoresː a concentração fundiária e a mecanização do campo. No ano de 1940, apenas 32% da população brasileira vivia em cidades. Foi a partir de 1950 que o processo de urbanização se intensificou, pois, com a industrialização promovida por Getúlio Vargas e Juscelino Kubitschek, houve a formação de um mercado interno integrado que atraiu milhares de pessoas para o Sudeste do país, região que possuía a maior infraestrutura e, consequentemente, a que concentrava o maior número de indústrias.

## Medição
Taxa de urbanização é a percentagem da população urbana em relação à população total de uma dada região.